# Stadt Land Kunst
Stadt Land Kunst ist eine Fernsehsendung auf Arte, moderiert von der französischen Journalistin Linda Lorin. Die Magazinreihe stellt in drei Beiträgen Regionen vor, die einen bestimmten Künstler inspiriert haben oder in denen sich ein bemerkenswertes Ereignis zugetragen hat.

## Ausstrahlung
Die erste Stadt Land Kunst-Sendung wurde am 13. März 2017 auf Arte ausgestrahlt.
Der Ausstrahlungstermin wechselte mehrmals, seit 2019 wird die Sendung in Deutschland von Montag bis Freitag um 13.00 Uhr auf Arte im Mehrkanalton (deutsch/französisch) ausgestrahlt, in Frankreich um 16.30 Uhr. Eine Sendung dauert ungefähr 38 Minuten, seit Januar 2021 sogar 45 Minuten. Zu den bisherigen Beiträgen ist ein neuer Beitrag mit dem Titel Geschmacksache hinzugekommen, in dem Einheimische ein typisches Gericht aus ihrer Region vorstellen. Außerdem präsentiert die Moderatorin zu Beginn der Sendung ein Rätsel, das sich auf eine frühere Folge der Sendung bezieht und das am Ende aufgelöst wird. - Wiederholt wird die Sendung unregelmäßig gegen 8.35 Uhr im Vormittagsprogramm. Alle Sendungen der letzten Jahre stehen zudem auf der Arte-Homepage der Sendung zur Verfügung.
Am  20. September 2019 wurde die 500. Folge von Stadt Land Kunst ausgestrahlt.

## Produktion
Die Magazinreihe wird von der französischen Produktionsfirma Elephant Doc produziert. Moderiert und präsentiert wird die Sendung von der Moderatorin Linda Lorin in französischer Sprache, die in Deutsch überblendet wird. In einer Sendung werden drei etwa gleich lange Reportagen gezeigt, die im Voiceover kommentiert sind.

## Belege
1. ↑  Medienkorrespondenz - Stadt Land Kunst. Kulturmagazin (Arte), abgerufen am 16. Februar 2021
2. ↑  Jérôme Lefilliâtre: „Arte, une continuité plutôt que des nouveautés“ (französisch, abgerufen am 17. Februar 2021)
3. ↑  Stadt Land Kunst bei arte.de (abgerufen am 15. Februar 2021)
4. ↑  La Croix:  Arte veut relier les Européens (französisch, abgerufen am 15. Februar 2021)